# Boronia crassipes
Boronia crassipes är en vinruteväxtart som beskrevs av Friedrich Gottlieb Bartling. Boronia crassipes ingår i släktet Boronia och familjen vinruteväxter. Inga underarter finns listade i Catalogue of Life.